# Joseph P. Kennedy

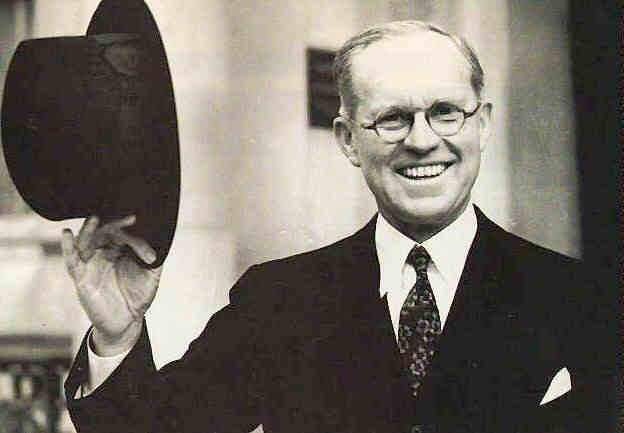
Joseph P. Kennedy

Joseph Patrick „Joe“ Kennedy (* 6. September 1888 in Boston, Massachusetts; † 18. November 1969 in Hyannis Port, Massachusetts) war ein US-amerikanischer Unternehmer und Diplomat. Er gilt als Begründer der Familie Kennedy.

## Leben
Kennedy wurde als Sohn des irischstämmigen Unternehmers und Politikers Patrick Joseph Kennedy und  Mary Augusta Hickey in den Vereinigten Staaten geboren. Am 7. Oktober 1914 heiratete er Rose Elizabeth Fitzgerald (1890–1995), die Tochter des Bostoner Bürgermeisters John F. Fitzgerald, mit der er später insgesamt neun Kinder hatte:
- Joseph Patrick Kennedy, Jr., genannt Joe (1915–1944), im Zweiten Weltkrieg verunglückt
- John Fitzgerald Kennedy, genannt Jack (1917–1963), 35. Präsident der Vereinigten Staaten; am 22. November 1963 in Dallas ermordet
- Rosemary Kennedy (1918–2005), lebte ab ihrem 23. Lebensjahr in einer Nervenheilanstalt
- Kathleen Agnes Kennedy, genannt Kick (1920–1948), bei einem Flugzeugabsturz ums Leben gekommen
- Eunice Mary Kennedy (1921–2009), Gründerin der Special Olympics, Mutter von Arnold Schwarzeneggers Ex-Frau Maria Shriver
- Patricia Helen Kennedy, genannt Pat (1924–2006)
- Robert Francis Kennedy, genannt Bobby (1925–1968), US-Justizminister und Senator; am 6. Juni 1968 in Los Angeles ermordet
- Jean Ann Kennedy (1928–2020)
- Edward Moore Kennedy, genannt Ted (1932–2009), war US-Senator und einer der führenden linksliberalen Politiker der USA

Bekanntheit erlangten davon vor allem der spätere Präsident John F. Kennedy, der einem Attentat zum Opfer fiel, der ebenfalls ermordete Politiker Robert F. Kennedy sowie der langjährige Senator von Massachusetts, Edward Kennedy. Rosemary Kennedy musste sich im Alter von 23 Jahren auf Kennedys Anweisung einer Lobotomie unterziehen, durch die sie zum Pflegefall wurde. Darüber hinaus hatte Kennedy noch einen unehelichen Sohn (Joseph) aus der Liaison mit der Schauspielerin Gloria Swanson, die nach seinem Umzug nach Hollywood im Jahr 1925 seine Geschäftspartnerin und Geliebte war.

### Schulischer Werdegang

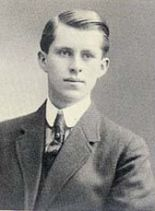
Ein Bild aus Kennedys Jahrbuch an der Boston Latin School

Nach der Boston Latin School besuchte Kennedy ab 1908 die Harvard University, die er 1912 mit einem Abschluss B.A. verließ. In der Folge entschied er sich für eine Laufbahn im Bankwesen, obwohl er während des Studiums keinen besonderen Schwerpunkt auf die Wirtschaftswissenschaften gelegt hatte. Joseph Kennedy strebte von nun an nach zwei Zielen, denen er alles unterordnete: schnell reich zu werden und hohe gesellschaftliche Macht und Anerkennung; letzteres umso mehr, nachdem ihm die Mitgliedschaft in allen wichtigen Clubs aufgrund seiner Religion und Ethnie verwehrt geblieben war.

### Wirtschaftliche Aktivitäten
Joe Kennedy übernahm einen Posten in der Columbia Trust seines Vaters und wurde zunächst staatlicher Bankprüfer, eine Funktion, in der er anderthalb Jahre durch Massachusetts reiste und das Berufsbild des Bankgeschäfts näher kennenlernte. Am 21. Januar 1914 wurde er zum Präsidenten des Trusts gewählt. Joseph Kennedy wurde so mit 25 Jahren zum jüngsten Bankdirektor der USA, als neuer Direktor der Columbia Trust. In den Jahren zuvor hatte er einen Großteil des Aktienkapitals der Bank erworben und somit seinen Einfluss ausgebaut. Das Geld dazu hatte er sich in der Familie geliehen. 6 Tage später, am 27. Januar, wurde er von seinem späteren Schwiegervater zum Direktor der Collateral Loan Company (CLC) ernannt. Die Hochzeit mit Rose Kennedy, der Tochter des früheren Bostoner Bürgermeisters John F. Fitzgerald, folgte am 7. Oktober 1914. Als eine Bostoner Bank – die First Ward National Bank – die Übernahme von Columbia Trust androhte, gelang es Kennedy mit geschicktem Verhandeln, genug Geld aufzubringen, um das Angebot der gegnerischen Bank zu überbieten. Den überwiegenden Teil der hierfür erforderlichen Summe (US$ 45.000) lieh er sich von seinem Freund aus Harvard-Zeiten, Eugene V. Thayer, seinerseits Präsident der Merchants National Bank. Zu dieser Zeit warf die Columbia Trust US$ 37.000 Gewinn im Jahr ab, bei einem Stammkapital von US$ 200.000. Aufgrund anhaltender Ermittlungen gegen ihn im Rahmen eines Finanzskandals bei der CLC sah sich Kennedy veranlasst, sich ab 1917 für eine Weile vollständig aus dem Bankgeschäft zurückzuziehen.

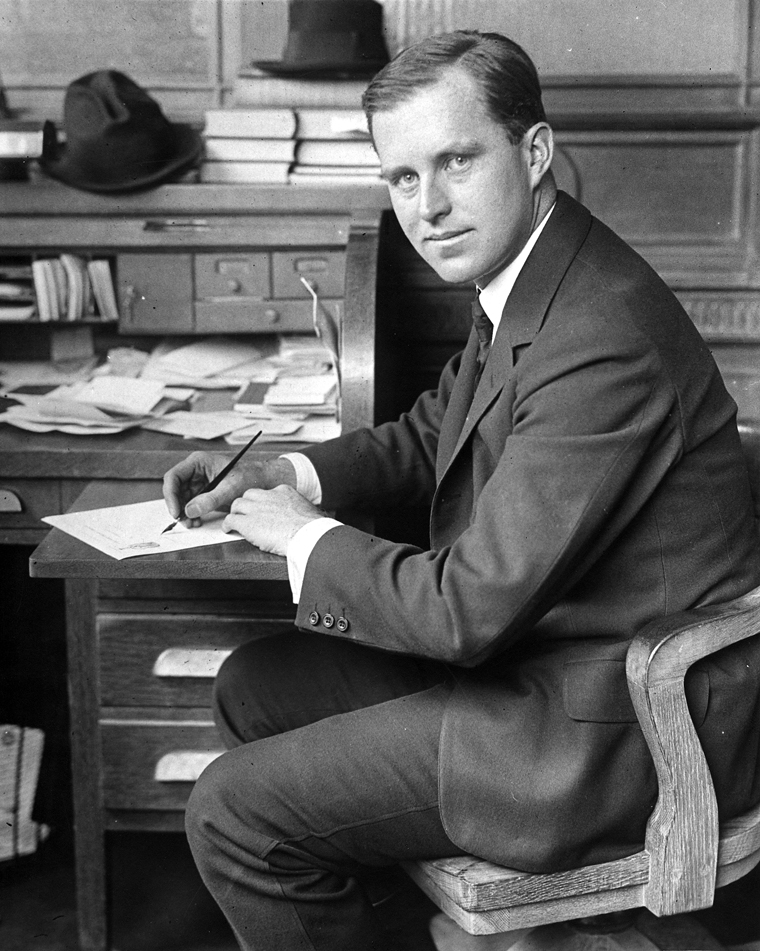
Joseph Kennedy (etwa 1914)

Schon während seiner Tätigkeit als Banker hatte er sich mit einem Investment von 1.000 US-Dollar in der Old Colony Realty Associates Inc. engagiert, deren Geschäftszweck in der günstigen und schnellen Renovierung alter Häuser und deren Weiterverkauf bestand. Als das Unternehmen während des Ersten Weltkriegs aufgelöst wurde, war Kennedys ursprüngliches Investment bereits 25.000 US-Dollar wert. Am 29. Mai 1917 wurde Kennedy in den Vorstand der Massachusetts Electric Company berufen, als damals eines der jüngsten Vorstandsmitglieder in einem amerikanischen Großunternehmen. Nach dem Eintritt der Vereinigten Staaten unter Woodrow Wilson in den Ersten Weltkrieg hatten sich gemäß dem Selective Service Act von 1917 alle Männer zwischen 21 und 30 Jahren für den Militärdienst zu melden. Kennedy bemühte sich um eine Ausnahmegenehmigung, welche er ab Mitte Oktober 1917 trotz seiner mangelnden Fachkenntnisse im Schiffsbau von der Bethlehem Shipbuilding Corporation am Fore River bekam, weil er in einem für die Führung des Krieges unentbehrlichen Unternehmen tätig war. Aufgrund einer Empfehlung von Guy Currier, dem Anwalt von Bethlehem Steel, erhielt er den Posten des stellvertretenden Hauptmanagers der Werft, der ein jährliches Gehalt von 4.000 US-Dollar beinhaltete. Hier traf Kennedy erstmals mit Franklin D. Roosevelt zusammen, der damals als Marineminister tätig war.
Im Jahr 1919 übernahm Kennedy die Maine & New Hampshire Theaters Co., die über 31 Filmtheater in New England sowie Rechte an einigen englischen Filmproduktionen besaß. In dieser Zeit zeigte sich erstmals, wie eng verwoben Kennedys wirtschaftliche und politische Interessen waren: Sein Schwiegervater, John F. Fitzgerald, gewann am 5. November 1918 die Wahl zum Repräsentanten von Boston gegen den ebenfalls demokratischen Kandidaten Peter Francis Tague. Fitzgerald hatte nur deshalb gegen Tague kandidiert, weil dieser nicht bereit war, sich gemeinsam mit Fore River Shipyard an einem lukrativen Grundstücksgeschäft zu beteiligen. Joe Kennedy, der zu den Wahlkampforganisatoren gehörte, engagierte italienische Immigranten und Profiboxer, um Tagues Wähler umzustimmen. Am 24. Oktober 1919 wurde Fitzgerald nach achtmonatiger Untersuchung wegen Wahlbetrugs aus dem Repräsentantenhaus ausgeschlossen. 1919 verließ Kennedy nach erfolgreicher Arbeit die Firma und arbeitete fortan für die Bostoner Brokerfirma Hayden, Stone and Company.
Im Aktienhandel setzte er sein Jahresgehalt von 10.000 Dollar gewinnbringend ein und wurde ab 1926 zum Millionär. Es ist unwahrscheinlich, dass Kennedys Gehalt allein ausreichte, um derart erfolgreich an der Börse zu spekulieren, dass er seine inzwischen fünfköpfige Familie ernähren, seiner Wettleidenschaft nachgehen und nebenbei noch zum Millionär avancieren konnte. Vielmehr ist durch zahlreiche Quellen dokumentiert, dass Kennedy schon sehr früh zu Beginn der Prohibition (16. Januar 1920) in den Alkoholschmuggel einstieg. Den wohl deutlichsten Hinweis auf Kennedys Aktivitäten im Alkoholschmuggel liefert die kanadische Royal Commission on Customs and Excise, die dokumentiert, dass sich Kennedy mit seiner Firma namens Silk Hat Cocktail Co. in Vancouver (B.C.), in der Homer Street 1206 (downtown) mit der ebenfalls dort registrierten Produktionsfirma für Alkohol von Henry Reifel die Büroräume teilte. Der einzige Geschäftszweck der Firma Reifel bestand in der Herstellung alkoholischer Getränke und deren Export in die Vereinigten Staaten. In einem 1928 erstellten Bericht dokumentiert die Royal Commission umfangreiche und dauerhafte Unregelmäßigkeiten dieser Firmen in Zusammenhang mit diesen Exportgeschäften.
Den hierfür erforderlichen Zucker bezog er von Diamond Joe Esposito, dem Chef des Chicago Outfit und seinerzeit wohl mächtigsten Gangsterboss der Vereinigten Staaten. Esposito kontrollierte die Distribution des aus Kuba importierten Zuckers im Nordosten der USA.

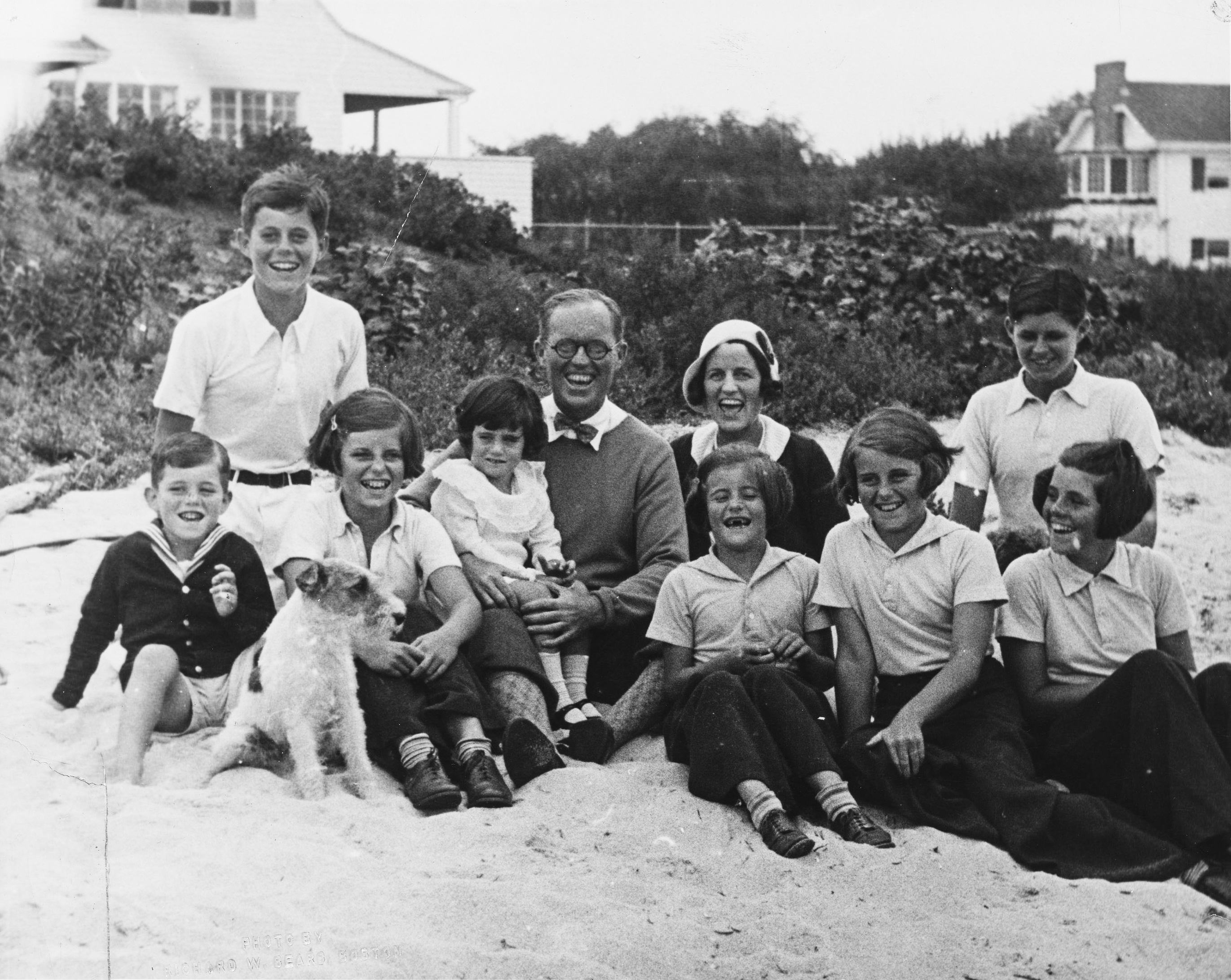
Joseph Kennedy mit seiner Familie, 1931

Während der Prohibition sicherte Präsident Calvin Coolidge (1923–1929) Esposito und allen von ihm mit Zucker belieferten Abnehmern – darunter Joe Kennedy, Lewis Rosenstiel und Joe Reinfeld – Protektion zu, als Gegenleistung für deren politische Unterstützung. Im Rahmen derselben Unterredung, die im Frühherbst 1924 stattfand, rang Esposito dem Präsidenten außerdem das Versprechen ab, nichts gegen eine auf das gesamte Land ausgedehnte Übernahme sämtlicher gewerkschaftlicher Aktivitäten durch das Chicago Outfit zu unternehmen. Hierdurch wurde der Grundstein für die massive Einflussnahme der Mafia auf die US-amerikanische Wirtschafts-, Innen- und auch Außenpolitik der folgenden Jahrzehnte gelegt. Espositos Zuckerlieferungen an Kennedy erfolgten meist über einen gewissen Sam Giancana, der damals noch für Esposito als Fahrer und sog. Enforcer arbeitete und später einmal zum Acting Boss der Chicagoer Mafia avancieren sollte.
Nachdem Kennedy einmal eine Ladung Alkohol durch das Gebiet der in Detroit operierenden, jüdischen Purple Gang transportieren ließ, forderte diese seinen Kopf und hatte bereits einen Killer auf ihn angesetzt. Die Purple Gang, berüchtigt für ihre enorme Brutalität, war einer der logistischen Arme des Imperiums der in Kanada ansässigen Familie Bronfman, die durch sie und die Organisation von Moe Dalitz ihre Spirituosen über Detroit und Cleveland in die Vereinigten Staaten schmuggelte und Gangster wie Meyer Lansky, Irving Wexler, Lucky Luciano, Abner Zwillman und Joe Reinfeld belieferte. Seine Rettung vor diesem Syndikat hatte Kennedy der Intervention von Joe Esposito, Paul Ricca und Murray Humphreys zu verdanken. Von da an stand Kennedy in der Schuld der Chicagoer Mafia. Auch beim Verkauf seiner Spirituosen war Kennedy auf die Kooperation mit der Mafia angewiesen, da praktisch alle der illegalen Bars, die sog. speakeasies, von dieser kontrolliert wurden. Hierzu gründete er Allianzen mit Gangstern aus Boston, Chicago, New Orleans und mit Frank Costello in New York, der im Jahr 1973 seine Kooperation mit Kennedy bestätigte. 1923 stieg er bei Hayden und Stone aus und gründete ein eigenes Büro. Bereits während er noch bei Hayden und Stone arbeitete, begann Kennedy, seine eigene Bank in New York zu gründen.
Joseph Kennedy war bereits zu dieser Zeit bekannt dafür, illegal erworbene Gewinne aus dem Alkoholgeschäft in legale Investitionen zu transferieren – also für Geldwäsche. Die von ihm hierfür ausgewählten Branchen (Aktienmarkt, Filmindustrie und später Immobilien) waren damals wie heute geradezu prädestiniert für Geldwäsche. Kennedys Vorgehensweise, die darin bestand, erstens mit anderen Investoren zu kooperieren, um eine breit gestreute Vermengung unterschiedlicher Geldquellen zu initiieren, zweitens möglichst geringe Eigenmittel einzusetzen, drittens innerhalb der erworbenen Investments sehr schnell und umfangreich zu modifizieren (z. B. Fusion, Teilveräußerung, Renovierung), um sie viertens nach sehr kurzer Zeit wieder mit sehr hohen Gewinnen abzustoßen, entspricht in klassischer Weise der ersten Stufe des Geldwäschemodells, welches von dem Harvard-studierten, kolumbianischen Ökonomen und ehemaligen Geldwäscher des Cali-Kartells, Jose Franklin Jurado-Rodriguez, entwickelt, und von diesem gewiss nicht grundlos als „Kennedification stage“ bezeichnet wurde.
Weitere Millionen machte Kennedy im Filmgeschäft. Unmittelbar darauf stieg er schlagartig aus diesem Investment aus, jedoch nicht ohne zuvor sog. short-selling – d. h. das Setzen auf einen fallenden Kurs – betrieben zu haben, wodurch Kennedy auch an dem dramatischen Verfall der RCA-Aktie verdiente. Für Kennedys Expansion in der Filmbranche war dieses typische „Pump-and-Dump“-Geschäft von entscheidender Bedeutung: Ende 1927 war es ihm gelungen, den Inhaber von RCA, David Sarnoff, davon zu überzeugen, sich an seiner FBO mit US$ 0,5 Mio. zu beteiligen, dies mit dem von Kennedy vorgegebenen Ziel, RCA und FBO gemeinsam zu fusionieren. Durch sein zwischenzeitlich initiiertes und manipuliertes Spekulationsgeschäft hatte Kennedy, der Sarnoff hierüber natürlich nicht informiert hatte, diesen finanziell derart geschwächt, dass er bei der angestrebten Fusion keinesfalls eine Beteiligungsmehrheit erlangen konnte. Auch um dem sozialen Ausschluss durch die traditionell einflussreiche puritanische Elite in Boston wegen seiner irisch-katholischen Herkunft zu entgehen, verlegte Kennedy 1926 seinen Wohnsitz nach Hollywood, dem in den nächsten Jahren weitere in Riverdale, Bronxville, Palm Beach und Hyannis Port folgten. Seine wichtigste Geschäftspartnerin und Geliebte blieb aber Gloria Swanson, die ihm einen Sohn zur Welt brachte. Kennedy übernahm faktisch die Kontrolle über ihr Leben, startete die Gloria Productions und versuchte vergeblich, von der katholischen Kirche einen Dispens zu erhalten, der das Zusammenleben erlaubt hätte. Schon bald nach seiner Eröffnung besuchte Joe Kennedy sehr häufig das in Kalifornien und dem Steuerparadies Nevada, am Lake Tahoe gelegene Cal-Neva-Lodge Hotel und Casino und nutzte es quasi als seinen Hauptsitz im Westen. Hier war es ihm möglich, diskrete Kontakte zu Größen aus der Wirtschaft, wie z. B. Errett Lobban Cord, der Politik, wie z. B. Patrick Anthony McCarran, dem Film- und Showbusiness, wie z. B. neben vielen anderen Judy Garland und später Marilyn Monroe, Frank Sinatra, und vor allem der organisierten Kriminalität, zu pflegen. Nachdem Kennedy bereits im Jahr 1926 für US$ 1,5 Mio. die FBO übernommen hatte, erwarb er 1928 die Radio Corporation of America, die über ein damals neuartiges System zur Produktion von Tonfilmen verfügte. Was ihm nun noch zum Vertrieb seiner Produktionen fehlte, war eine Kino-Kette. Diese Lücke schloss er noch im gleichen Jahr durch die Übernahme der New Yorker Keith-Albee-Orpheum Theatres Corp. (KAO), die über etwa 700 Theater in den USA und Kanada verfügte und die er 1928 mit seiner FBO zur neuen Radio-Keith-Orpheum (RKO) verschmolz. Edward Franklin Albee II, der Gründer der KAO, stimmte dem Verkauf erst zu, nachdem Kennedy ihm zugesichert hatte, dass Albee die Kontrolle über die Kette behalten würde. Doch kaum dass die Verträge unterzeichnet waren, sagte Kennedy unverblümt: „Didn’t you know, Ed? You’re washed up. Through.“ Im Januar 1929 bündelte Kennedy seine gesamten Anteile am Filmverleih und der -produktion (FBO), an der Vertonungstechnik (RCA) und der Aufführung (KAO) in der Radio-Keith-Orpheum Pictures (RKO). Bedenkt man, dass das Magazin Fortune Kennedys Vermögen Mitte der 20er Jahre auf lediglich US$ 2,0 Mio. taxierte, erscheint es durchaus realistisch, dass große Teile der Investitionen für Kennedys massiven Einstieg in das Filmgeschäft von der Mafia, namentlich Paul Ricca und Frank Nitti, stammten. Kennedy stand in Kontakt zu Billy Dwyer, Danny Walsh und Frank Costello.
Im westlichen Teil der USA hatte die RKO jedoch keine bedeutende Stellung. Unangefochtener Marktführer westlich des Mississippis war Alexander Pantages, ein griechischer Einwanderer, der 30 Vaudeville-Theater betrieb sowie an etwa 60 weiteren Filmtheatern beteiligt war und bereits 1920 eine Partnerschaft mit dem Filmverleiher Famous Players, einer Tochter der Produktionsfirma Paramount Pictures, eingegangen war. Da Kennedy seine Expansionsbestrebungen durch Pantages’ Unternehmen stark eingeschränkt sah, unterbreitete er ihm im Februar 1929 ein Übernahmeangebot über US$ 8 Mio., das Pantages jedoch ablehnte. Kennedy ließ daraufhin seine Kontakte zu Banken und zur Filmindustrie spielen, wodurch er bewirkte, dass Pantages’ Theater von Erstaufführungen weitgehend ausgeschlossen wurden.
Kennedys Hauptinteresse, sich in der Filmindustrie zu engagieren, bestand vor allem darin, Geld, und weniger darin, gute Filme zu machen. Er hatte erkannt, dass die Theaterketten durch die Produktionsfirmen erpressbar waren, und hatte deshalb beschlossen, nicht zu den Erpressbaren zu gehören. Mit dem starken Wachstum der Filmindustrie stiegen auch die Produktionskosten in astronomische Höhen – Stars, wie Charlie Chaplin, erhielten bis zu US$ 10.000. wöchentlich, was die zunehmende Finanzierung durch Banken erforderlich machte. Allzu oft verweigerten die Banken jedoch ihr Engagement. Der Direktor von DeMille-Pathé, Cecil B. DeMille, beschrieb die Situation einmal so: „When banks came into pictures, trouble came in with them.“ Einem Kollegen bei Hayden, Stone gegenüber äußerte er sich trotzig zu dieser Situation: „Look at that bunch of pants pressers in Hollywood making themselves millionaires. I could take the whole business away from them.“ Kennedy gelang es, diese jüdische Dominanz in Hollywood erfolgreich zu unterwandern, indem er die Angst davor schürte, dass die amerikanischen Politiker einem bedeutenden Industriezweig misstrauen und Gesetze zu dessen Zensur beschließen werden, wenn dieser von osteuropäischen Juden dominiert und für deren Ziele genutzt würde. Er präsentierte sich als neues, frisches und nichtjüdisches Gesicht dieser Branche, dem es gelingen würde, die Filmbranche vor derartigen Entwicklungen zu beschützen.
Ende 1930 arrangierte Kennedy noch für die RKO die Übernahme des amerikanischen Zweiges von dem französischen Filmproduzenten DeMille-Pathé, bevor er im Jahr 1931 seine letzten RKO-Anteile an Nelson Rockefeller und seine Brüder verkaufte. Im Zuge der Weltwirtschaftskrise litt die RKO unter stark rückläufigen Zuschauerzahlen und konnte aufgrund ihrer zu geringen Kapitalausstattung die hohen Belastungen aus den zahlreichen Übernahmen nicht mehr tragen. Im selben Jahr beantragte die RKO eine geordnete Insolvenz, aufgrund der sie bis 1940 unter Zwangsverwaltung gestellt wurde.
Mit der Aufhebung der Prohibition gingen die Gewinnspannen im Alkoholgeschäft zwar deutlich zurück, waren aufgrund einer zeitgleich mit der Aufhebung der Prohibition erhobenen Alkohol- und Importsteuer aber immer noch sehr auskömmlich. Denn nun lohnte es sich, die dramatisch gestiegene Nachfrage nach Importprodukten durch einheimisch gebrannten Fusel, der in Flaschen mit Import-Labeln abgefüllt wurde, zu befriedigen. Hiermit machte auch Kennedy Millionen-Profite. Unmittelbar nach Ende des Zweiten Weltkrieges begann Kennedy, massiv in Immobilien zu investieren. 1945 erwarb er unter Einsatz von nur $ 800.000 Eigenkapital für knapp US$ 13 Mio. die Merchandise Mart in Chicago, die 1930 von den Nachfahren Marshall Fields ursprünglich für $ 30 Mio. errichtet worden war und damals mit ihren 372.000 m² nicht nur die größte Gewerbeimmobilie der Welt war, sondern in der auch das vom Outfit kontrollierte Glücksspiel und die Prostitution florierten, nachdem er zwei Wochen zuvor ein dreizehngeschossiges Gebäude von der Socony-Vacuum Oil Co. in Albany für US$ 1,8 Mio. gekauft hatte. Der Kauf der Merchandise-Mart ist insofern bemerkenswert, da Kennedy sie für etwas weniger als die Hälfte ihrer ursprünglichen Errichtungskosten erwarb, obwohl sich der nationale Immobilienindex für die Errichtungskosten im Jahr 1930 zu deren Handelswert im Jahr 1945 mehr als verdoppelte. Die Entwicklung des Index konnte die Merchandise-Mart zwar u. a. deshalb nicht nachvollziehen, weil ein großer Teil ihrer Büros von staatlichen Behörden belegt war, die nur eine sehr geringe Miete hierfür bezahlten, doch zum Zeitpunkt ihres Verkaufs stand sie bei Marshall Field’s immerhin noch mit US$ 21 Mio. in den Büchern. Unmittelbar nach dem Erwerb gelang es Kennedy, die staatlichen Behörden zum Auszug zu bewegen und sie durch gewerbliche Mieter zu ersetzen, wodurch er die jährlichen Mieteinnahmen aus diesem Objekt auf US$ 13 Mio. und dessen Verkehrswert auf US$ 75 Mio. steigerte. Fast alle seine Immobiliengeschäfte wickelte Kennedy über den New Yorker Makler und Immobilientycoon John J. Reynolds ab, der außerdem hauptsächlich damit beschäftigt war, die Immobiliengeschäfte der New Yorker Erzdiözese zu regeln und Kennedy von dem mit ihm befreundeten Kardinal Francis Joseph Spellman empfohlen worden war. Durch die über Reynolds abgeschlossenen Immobiliengeschäfte vermehrte Kennedy sein Vermögen um schätzungsweise US$ 100 Mio. Kennedy ging bei seinen Immobilienengagements nach der leverage on equity genannten Strategie vor: Für den Erwerb einer Immobilie im Wert von beispielsweise $ 2 Mio. lieh er sich $ 1,8 Mio. zu 4,0 % p. a. (= $ 72.000.-). Bei Nettomieteinnahmen von 6,0 % (= $ 120.000.-) erzielte er einen Überschuss von $ 48.000.- p. a., was einer Rendite auf sein eingesetztes Eigenkapital von 24,0 % p. a. entspricht.

### Politische Karriere

#### Im Wahlkampf für Roosevelt
Bei der Präsidentschaftswahl in den Vereinigten Staaten 1932 unterstützte Kennedy Franklin D. Roosevelt, dies auch während der Primaries gegen den katholischen Alfred E. Smith. Kennedy arbeitete im Wahlkampfausschuss für Roosevelt. Seine Unterstützung bestand neben einer Spende in Höhe von US$ 100.000 vor allem darin, dass es ihm gelang, den Zeitungsmogul William Randolph Hearst in den Wahlkampf für Roosevelt einzubinden. Dem von der Tatsache überraschten Publikum, dass Roosevelt ausgerechnet Kennedy ausgewählt hatte, der vielen nicht nur als Profiteur der Weltwirtschaftskrise, sondern als deren Mitverursacher galt, erklärte der Präsident sinngemäß, dass Diebe am besten Diebe fangen können. Neben Kennedys Einfluss auf die Geschäftswelt erwies sich auch seine katholische Herkunft als nützlich für Roosevelt. So versuchte Roosevelt über Kennedy auf die populären Radiopredigten von Charles Coughlin einwirken und ihn vom New Deal überzeugen zu können.
Nach der Wahl reagierte Kennedy enttäuscht, als anders als erhofft nicht er das Finanzministerium erhielt, sondern William H. Woodin und einige Monate später Henry Morgenthau. Stattdessen wurde Kennedy ab Juli 1934 zum Vorsitzenden der United States Securities and Exchange Commission (SEC) ernannt, ein Amt, das er bis September 1935 ausübte. Während dieser Tätigkeit befreundete er sich mit dem späteren Bundesrichter William O. Douglas und setzte sich dafür ein, dass dieser sein Nachfolger im Vorsitz der SEC wurde. Von 1936 bis 1937 war Kennedy Vorsitzender der United States Maritime Commission (MARCOM).
Bei der Präsidentschaftswahl in den Vereinigten Staaten 1936 unterstützte Kennedy wiederum Roosevelt. Er veröffentlichte im Wahlkampf das Buch I'm for Roosevelt, in dem er den New Deal verteidigte, auch gegen Vorwurf von Medientycoon Hearst, es handle sich bei diesen Maßnahmen um eine kommunistische Verschwörung, und betonte, dass damit der Kapitalismus vor den Kapitalisten gerettet worden sei.

#### Botschafter

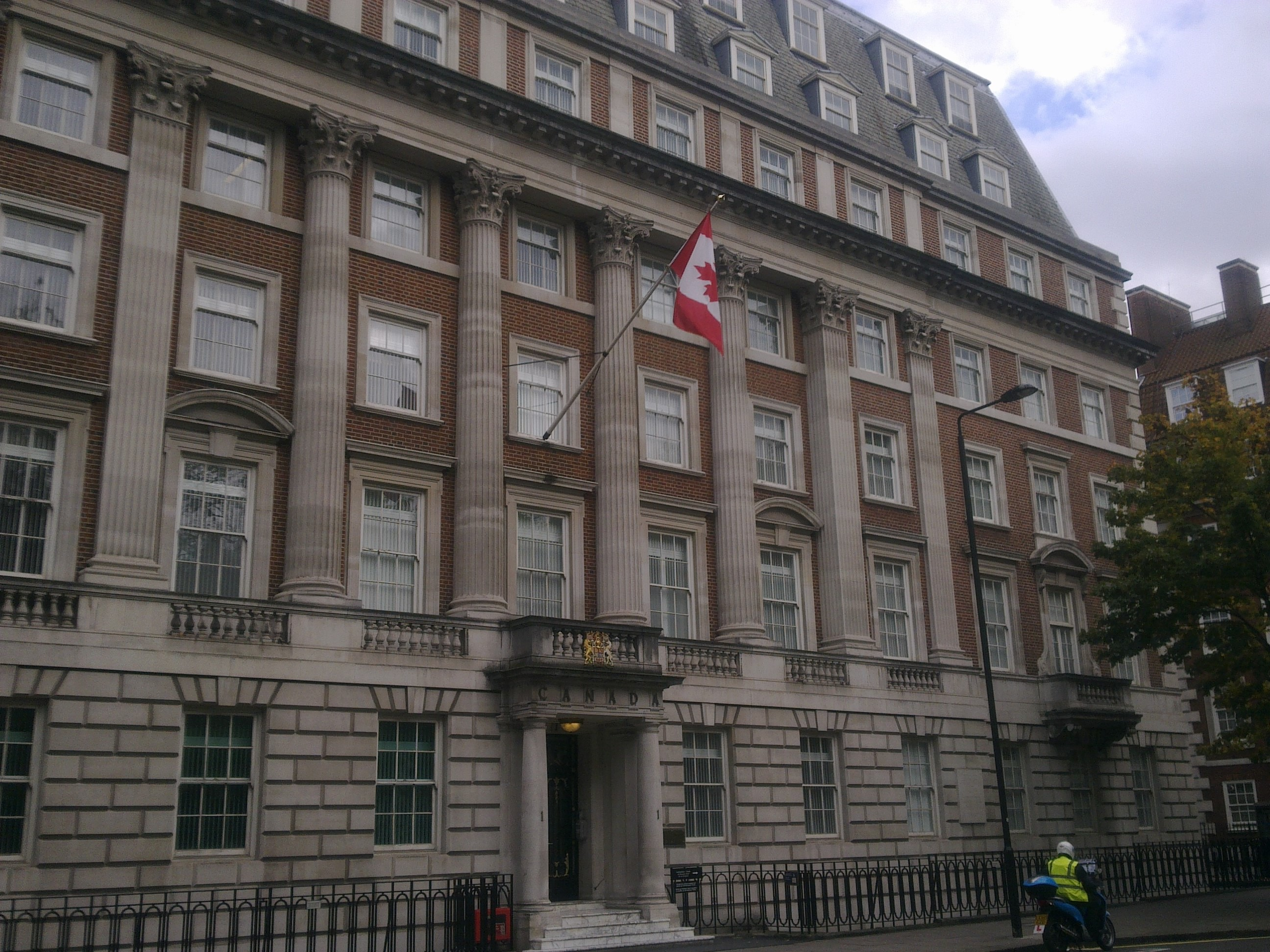
Macdonald House, von 1938 bis 1960 amerikanische Botschaft in London

Im Dezember 1937 wurde er von Roosevelt zum US-Botschafter in London berufen. Zuvor hatte der Präsident ihm auch die Nachfolge von Daniel C. Roper als Handelsminister der Vereinigten Staaten angeboten. Kennedy erlangte damit den prestigeträchtigsten diplomatischen Posten, den Amerika zu vergeben hatte. Außenpolitisch unerfahren und ohne sich mit Roosevelt in der Haltung zu Neville Chamberlain und Adolf Hitler abgestimmt zu haben, reiste er im März 1938 mit seiner Familie nach London. Dort setzte er seine Söhne Joe junior und John auf herausgehobenen Positionen im Mitarbeiterstab der Botschaft ein und spornte sie, wie stets als Vater, dazu an eigene Wege zu gehen. So hielt sich später Joseph P. Kennedy junior in der Ersten Tschechoslowakischen Republik während der Sudetenkrise und in der Zweiten Spanischen Republik zur Zeit der letzten Monate des Spanischen Bürgerkriegs auf. John erlebte die Tschechoslowakische Republik und die Zerschlagung der Rest-Tschechei vor Ort.
Als Botschafter geriet Kennedy in ständige Streitigkeiten mit dem State Department unter Cordell Hull. Anders als von Roosevelt erhofft, verstand sich Kennedy trotz seiner irischen Herkunft von Beginn an sehr gut mit Chamberlain und sprach öffentlich im Sinne der Appeasement-Politik, so unter anderem am Trafalgar Day. Auch auf diese Rede reagierend, bekräftigte Roosevelt in einer Ansprache sieben Tage später seine Ablehnung der Beschwichtigungspolitik und eines Friedens in Angst. Kennedy selbst schwankte zwischen dem Glauben an Amerikas Stärke, einen Sieg des Dritten Reiches ungeschwächt auszuhalten und Verzweiflung angesichts eines Sieges der Achsenmächte und isolierter Vereinigter Staaten in einer feindlichen Umwelt. Er scheiterte daran, eine klare Position zu entwickeln und reagierte auf Chamberlains Kriegserklärung an das Deutsche Reich nach dem Überfall auf Polen mit tiefer Resignation und Hoffnungslosigkeit. Seine Familie schickte er noch im September 1939 nach Amerika zurück. Kennedy selbst litt bald unter starkem Heimweh, insbesondere nach einem Familienbesuch in Amerika im Dezember 1939, betonte in der Öffentlichkeit immer wieder, dass der Zweite Weltkrieg die Vereinigten Staaten nichts anginge, und beklagte sich über die Bedeutungs- und Anspruchslosigkeit seines Dienstpostens gegenüber dem amerikanischen Konsul in Paris, Robert Murphy. Seine Indiskretionen und das ständige Betonen der Neutralität Amerikas führten dazu, dass seine Popularität nicht nur im Vereinigten Königreich Schaden nahm. Spätestens als Kennedys teilweise als nazifreundlich aufgefasster Defätismus so weit ging, dass London sogar in Erwägung gezogen hatte, ihn zur Persona non grata zu erklären, minimierte das State Department die Verbindung zur Botschaft. Als Winston Churchill im Mai 1940 Chamberlain als Premier folgte, kamen er und Roosevelt, auch angesichts der Tyler-Kent-Affäre zu dem Entschluss, dass die amerikanische Botschaft in London ein unerwünschter diplomatischer Kanal sei und isolierten sie fortan.
Neben der engen Verbindung zu Chamberlain schloss Kennedy sehr schnell eine enge Freundschaft mit der US-stämmigen, britischen Unterhausabgeordneten Nancy Witcher Langhorne Astor, die auf ihrem luxuriösen Landsitz mit dem sog. Cliveden Set einen erzkonservativen Zirkel führte, dem u. a. auch der Gründer und Führer der Partei der britischen Faschisten (BUF), Oswald Mosley, angehörte. Nancy Astor war eine ausgewiesene Antikommunistin und Antisemitin und schrieb in einem Brief an Kennedy, dass Adolf Hitler möglicherweise die Lösung für beide Probleme sein könnte. Auch zum deutschen Botschafter, Herbert von Dirksen, pflegte Kennedy früh und reichlich Kontakt und teilte diesem einmal mit, dass Roosevelt ein „Opfer jüdischen Einflusses“ sei, woraufhin von Dirksen nach Berlin meldete, dass Kennedy Deutschlands bester Freund sei. Kennedys Anbiederung an Repräsentanten Nazi-Deutschlands war u. a. auch Winston Churchill suspekt, der ihn deshalb vom MI5 observieren ließ und dadurch außer den Kontakten zu Nancy Astor und Oswald Mosley ein geheimes Treffen Kennedys mit Görings Stellvertreter, Helmuth Wohlthat, das am 9. Mai 1939 entgegen Roosevelts explizitem Verbot stattfand, dokumentierte. Vor allem Innenminister Harold L. Ickes informierte den Präsidenten über Kennedys freundschaftliche Beziehungen im Cliveden Set und illoyalen Äußerungen ihm gegenüber.

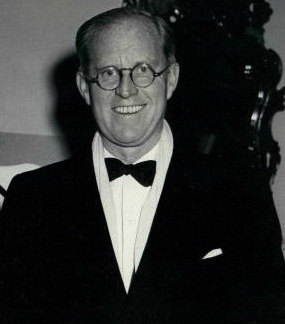
Joseph P. Kennedy in New York City am 1. November 1940

Nach dem Ende des Sitzkriegs und während des Westfeldzugs blieb Kennedy, trotz Telegrammen des Präsidenten, die ihm Mut machten, bei seinem Defätismus und ging von einer schnellen Niederlage des Vereinigten Königreichs aus, sollte nicht ein Friedensschluss mit den Achsenmächten erreicht werden. Da Roosevelt und Churchill ihn in der Kommunikation und bei Entscheidungen außen vor ließen und angesichts seiner Isolation, drohte er mit Rücktritt von seinem Botschafterposten. Roosevelt bat Kennedy zu bleiben, wahrscheinlich wollte er bei der Präsidentschaftswahl 1940 in der Geschäftswelt und unter den katholischen Wählern nicht verlieren. Daher wurde auch Kennedy der Vorsitz des Democratic National Committee in Nachfolge von James Farley angeboten, um ihn, wenn er schon nach Amerika zurückkehrte, fest in das Lager des Präsidenten einzubinden. Kennedy lehnte diese Anfrage ab und blieb vorerst in London. Dennoch wollte er vor dem Wahltag wieder in Amerika sein, um typischerweise nachtragend Roosevelt im Wahlkampf schwer zu schaden. Im Oktober 1940 informierte Kennedy Sumner Welles im State Department, dass er sofort in die Heimat zurück wolle und andernfalls öffentlich mache, dass er seit drei Monaten von aller wichtigen politischen Kommunikation abgeschnitten werde. Um einen Eklat zu vermeiden, wurde er in das Weiße Haus eingeladen. Bei seinem Empfang dort konnte ihn Roosevelt erneut für sich gewinnen und überreden, sich erneut in seiner Wahlkampagne zu engagieren. Kennedys versprochene Rede im Radio zur Unterstützung der Wiederwahl Roosevelts gilt als eine der besten in jenem Wahlkampf. Einen Tag nach der Wiederwahl telefonierte Kennedy mit dem Präsidenten und reichte seinen Rücktritt ein.

#### Im politischen Ruhestand
In den Wochen nach seinem Rücktritt besuchte Kennedy den erbitterten politischen Gegner Roosevelts von 1932, Ex-Präsident Herbert Hoover. Beide einte jetzt ihre große Sorge vor einem Kriegseintritt der Vereinigten Staaten. Versuche des isolationistischen America First Committee, ihn zur Mitgliedschaft zu bewegen, schlug Kennedy aus. Als er vor dem United States House Committee on Foreign Affairs zum Leih- und Pachtgesetz angehört wurde, bekundete er sein Vertrauen in den Präsidenten, seinen Hass auf den Nationalsozialismus und dass er die Unterstützung von Ländern mit kriegswichtigen Material im Kampf gegen die Achsenmächte befürworte. Er mied das politische Leben und die Geschäftstriebigkeit von New York City und zog nach Palm Beach. Kennedy zeigte sich nur noch selten in der Öffentlichkeit. Eine Rede in der Oglethorpe University in Atlanta, Georgia erregte breite Kritik, weil er in ihr einen Kriegseintritt Amerikas als weitaus schlimmer, auch für die einheimische Demokratie, bezeichnete als einen Sieg der Achsenmächte. Dennoch lehnte Kennedy nach dem Überfall auf die Sowjetunion Hoovers Bitte ab, mit ihm, Alf Landon, Robert Maynard Hutchins und anderen ein Manifest gegen jede amerikanische Intervention zu unterschreiben. Als sich Joseph junior und John Anfang des Jahres 1941 zum Militärdienst meldeten, wobei sie, ganz im Geiste des Vaters, in Wettbewerb zueinander standen, legte er ihnen keine Steine in den Weg. Ganz im Gegenteil förderte er John über seinen persönlichen Kontakt zum Direktor des Office of Naval Intelligence, Alan G. Kirk. Dieser konnte Kennedys zweitjüngstem Sohn trotz dessen schwacher Konstitution eine gesundheitliche Eignung für die United States Navy besorgen. Unmittelbar nach dem Angriff auf Pearl Harbor bot Kennedy dem Präsidenten seine Dienste an, doch Roosevelt reagierte nicht darauf. Auch ein späteres Treffen führte nicht dazu, dass er mit einem öffentlichen Amt betraut wurde.
Bei den Primaries für den Senat der Vereinigten Staaten in Massachusetts im Jahr 1942 beteiligte Kennedy sich wieder aktiv. Zum einen wollte er den Kandidaten von Roosevelt, Joseph E. Casey, schlagen, zum anderen dadurch einen bei den Irischamerikanern beliebten Politiker als Konkurrenten für seinen ältesten Sohn ausschalten, den er als Mann für die nächsten Wahlen aufbauen wollte. Dazu ließ er bei den Vorwahlen der Demokraten seinen Schwiegervater John F. Fitzgerald für den Senatssitz kandidieren. Zwar setzte sich Casey bei den Demokraten durch, er unterlag aber dem Republikaner Henry Cabot Lodge junior, der Wahlkampfhilfe durch Kennedy bekam.
Der Tod seines ältesten Sohnes Joe im August 1944 traf Kennedy schwer; er hatte für dessen politische Karriere nach dem Krieg bereits Pläne vorbereitet. 1946 engagierte er sich im erfolgreichen Wahlkampf seines Sohns John um den traditionell demokratischen 11. Wahlbezirk von Massachusetts im Repräsentantenhaus der Vereinigten Staaten. Dazu bahnte er für ihn Kontakte zu älteren Politikern an, erledigte Pressearbeit und stellte Geldmittel für die Kampagne zur Verfügung. Von 1947 bis 1949 war er Mitglied in der von Harry S. Truman eingesetzten Commission on Organization of the Executive Branch of the Government, der sogenannten Hoover Commission. Auch der einige Jahre später folgenden Kommission, welche erneut Herbert Hoover leitete, saß Kennedy bei und holte ab August 1953 seinen Sohn Robert F. in den Mitarbeiterstab.

#### Überzeugungen
Gemäß seiner Biographin Cari Beauchamp, die Zugriff auf Kennedys Privatarchiv hatte und es auswertete, war Kennedy in seiner politischen Geisteshaltung rassistisch (Schwarze waren „Nigger“), antisemitisch (Juden bezeichnete er als „kikes“ oder „pants pressers“) und reaktionär (bereits Liberale sah er als Kommunisten). Er „wetterte lauthals“ gegen die Juden, die Anti-Nazi-Filme produzieren würden. Wie auch Chamberlain sah er vor allem in jüdischen Lobbygruppen die eigentlichen Kriegstreiber und fühlte sich seit seiner Rede am Trafalgar Day in der Presse ständigen Angriffen durch jüdische Journalisten und Herausgeber ausgesetzt. Andererseits kritisierte er die Übergriffe auf die jüdischen Deutschen im Dritten Reich und engagierte sich in der Planung von Rettungsoperationen für jüdische Flüchtlinge.

### Alter und Tod
1946 zog sich Kennedy aus dem öffentlichen Leben zurück. Im Dezember 1961 erlitt er einen schweren Schlaganfall, der sein weiteres Leben stark beeinträchtigte. Warnungen seiner Ärzte hatte das Familienoberhaupt, das es hasste, nicht alles unter Kontrolle zu haben, nicht beachtet. Nach dem auf seinen Schlaganfall folgenden Krankenhausaufenthalt konnte er kaum noch sprechen und saß im Rollstuhl. Der Patriarch starb 1969 im Alter von 81 Jahren auf dem Familiensitz in Hyannis Port.

## Sonstiges
Kennedy galt zeitlebens als Playboy. Seine Geliebte, die Schauspielerin Gloria Swanson, deren Filme er eine Zeit lang finanzierte, war ebenso häufig Gast in seinem Haus wie Filmstar Marlene Dietrich, die als Freundin der Familie galt.